# Salim bin Laden
Salim bin Laden (arabisch سالم بن محمد بن عواد بن لادن, DMG Sālim bin Muḥammad bin ʿAwād bin Lādin; * 1946; † 29. Mai 1988) war ein saudi-arabischer Investor und Geschäftsmann und der älteste Halbbruder von Osama bin Laden. Er kam 1988 bei einem Unfall mit einem Ultraleichtflugzeug in der Nähe von San Antonio, Texas, ums Leben.
Salim bin Laden leitete ab 1972 bis zu seinem Tod das von seinem Vater Muhammad bin Laden gegründete Familienunternehmen Saudi Binladin Group. Salims Nachfolger als Konzernleiter ist sein Bruder Bakr bin Laden.
Er war als Investor über Unternehmen wie die Carlyle Group geschäftlich eng mit George H. W. Bush verbunden, die Beteiligungen wurden jedoch nach den Terroranschlägen des 11. September 2001 verkauft. Weiterhin war er Gesellschafter im ersten Unternehmen von George W. Bush (Arbusto Energy Oil – Arbusto (spanisch) = Busch) und half ihm mutmaßlich mehrfach finanziell aus.
Vermögensverwalter von Salim bin Laden in den USA waren Chalid bin Mahfuz und James R. Bath.